# Plebiscyt Przeglądu Sportowego 1979
45. Plebiscyt Przeglądu Sportowego na najlepszego sportowca Polski zorganizowano w 1979 roku.

## Wyniki
1. Jan Jankiewicz - kolarstwo (569 376 pkt.)
2. Andrzej Supron - zapasy (459 501)
3. Marek Seweryn - podnoszenie ciężarów (455 888)
4. Janusz Pyciak-Peciak - pięciobój nowoczesny (436 453)
5. Marian Woronin - lekkoatletyka (276 194)
6. Waldemar Marszałek - sport motorowodny (250 823)
7. Zenon Plech - żużel (238 346)
8. Henryk Średnicki - boks (196 817)
9. Grażyna Rabsztyn - lekkoatletyka (192 306)
10. Piotr Burczyński - bojery (74 554)
11. Wojciech Fibak - tenis ziemny
12. Leszek Dunecki - lekkoatletyka
13. Józef Łuszczek - biegi narciarskie